# Poderoso Deus
Poderoso Deus é o quarto álbum de estúdio do grupo Santa Geração, liderado por Antônio Cirilo. O disco, contendo a participação especial de Nívea Soares, David Quinlan e Heloisa Rosa traz oito faixas, com destaque para a faixa título "Poderoso Deus", que recebeu regravações em outras línguas. Foi lançado inicialmente de forma independente, pela distribuidora Criando e Semeando, e mais tarde lançado digitalmente.
Em 2002, Antônio Cirilo foi convidado para participar do 3º Congresso Internacional de Louvor e Adoração Diante do Trono, em Belo Horizonte. Neste evento, a música foi tocada pela primeira vez e se tornou o maior sucesso da carreira de Cirilo.

## Faixas
Todas as músicas por Antônio Cirilo.
1. "Jesus...  O Amado da Minh'alma" - 7:51
2. "Dependo de Ti" - 10:42
3. "Venha Sobre Mim" - 7:18
4. "Não Há Outro como Tu" - 9:18
5. "Poderoso Deus" - 14:49
6. "Eu Me Rendo a Ti, Senhor" - 7:33
7. "Diante de Ti" - 7:34
8. "Fogo e Glória" - 6:43